# Brachypodium diazii
Brachypodium diazii är en gräsart som beskrevs av fader Sennen. Brachypodium diazii ingår i släktet skaftingar, och familjen gräs. Inga underarter finns listade i Catalogue of Life.